# Norra Rörum
Norra Rörum är en tätort i Norra Rörums distrikt i Höörs kommun, Skåne län och kyrkbyn i Norra Rörums socken i Skåne. Här ligger Norra Rörums kyrka.

## Befolkningsutveckling
| Befolkningsutvecklingen i Norra Rörum 1960–2020 | Befolkningsutvecklingen i Norra Rörum 1960–2020 | Befolkningsutvecklingen i Norra Rörum 1960–2020 | Befolkningsutvecklingen i Norra Rörum 1960–2020 | Befolkningsutvecklingen i Norra Rörum 1960–2020 |
| ----------------------------------------------- | ----------------------------------------------- | ----------------------------------------------- | ----------------------------------------------- | ----------------------------------------------- |
|                                                 |                                                 |                                                 |                                                 |                                                 |
| År                                              |                                                 |                                                 | Folkmängd                                       | Areal (ha)                                      |
| 1960                                            | 1960                                            |                                                 | 233                                             |                                                 |
| 1965                                            | 1965                                            |                                                 | 238                                             |                                                 |
| 1990                                            | 1990                                            |                                                 | 200                                             | 35#                                             |
| 1995                                            | 1995                                            |                                                 | 217                                             | 34                                              |
| 2000                                            | 2000                                            |                                                 | 213                                             | 34                                              |
| 2005                                            | 2005                                            |                                                 | 203                                             | 34                                              |
| 2010                                            | 2010                                            |                                                 | 204                                             | 34                                              |
| 2015                                            | 2015                                            |                                                 | 210                                             | 47                                              |
| 2020                                            | 2020                                            |                                                 | 230                                             | 49                                              |
| Anm.: Ej tätort 1970-1995. # Som småort.        |                                                 |                                                 |                                                 |                                                 |